# Ejército de África (Francia)
El Ejército de África (en francés: Armée d'Afrique) era un término no oficial pero comúnmente usado para aquellas porciones del ejército francés reclutadas o normalmente estacionadas en el norte de África francesa (Marruecos, Argelia y Túnez) desde 1830 hasta el final de la guerra de Argelia en 1962.

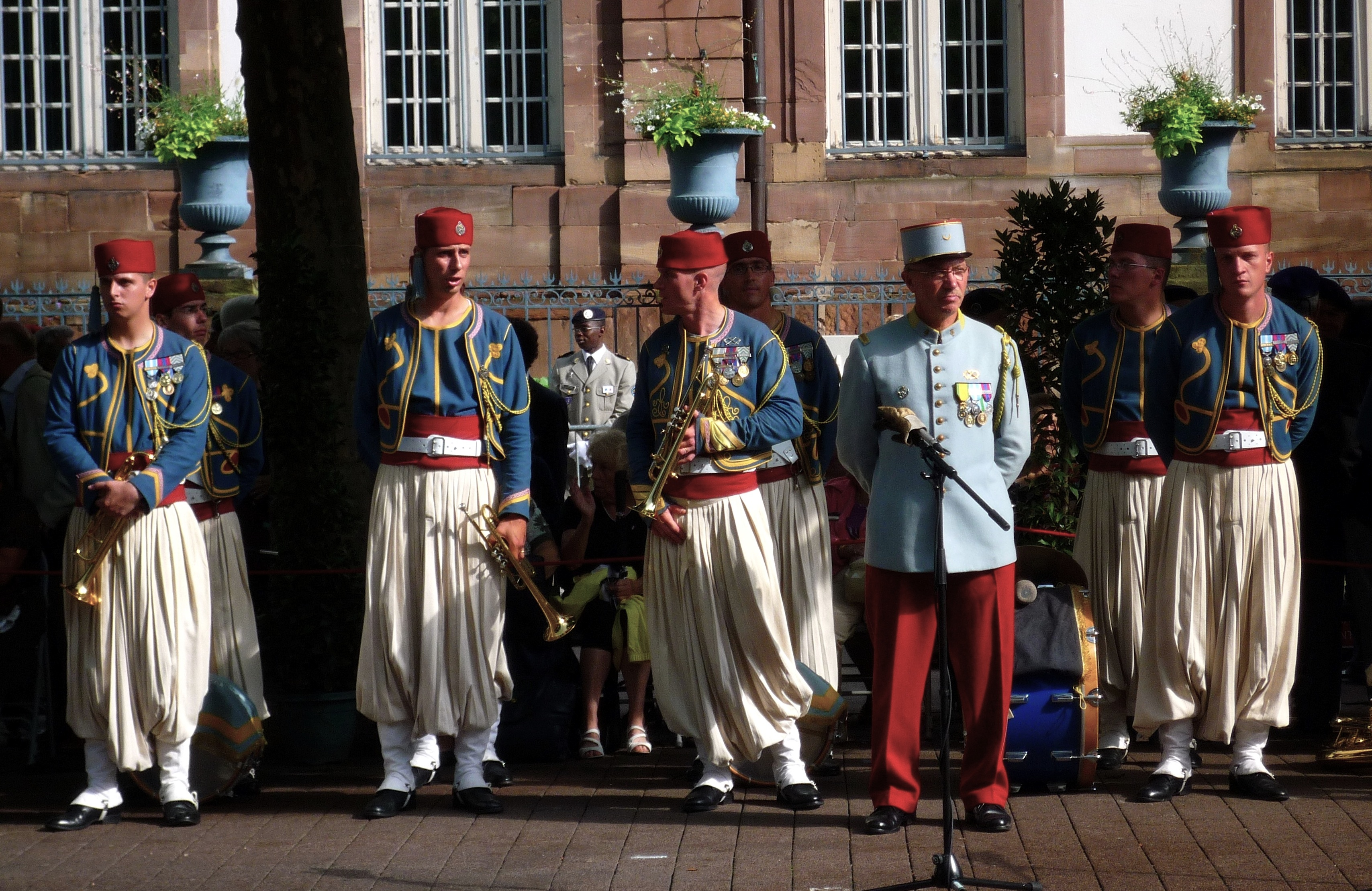
Soldados del moderno regimiento Tirailleur de Épinal con el histórico uniforme de esta rama del Ejército de África.

## Composición
El Ejército de África incluía voluntarios árabes o bereberes indígenas (spahis, goumiers y tirailleurs); regimientos formados en gran parte por colonos franceses que hacían su servicio militar (Zuavo y chasseurs d'Afrique); y voluntarios no franceses (Legión Extranjera Francesa). Las divisiones no eran absolutas y (por ejemplo) los voluntarios o conscriptos de la Francia continental podían elegir servir con las filas musulmanas de los spahis y tirailleurs, mientras que los voluntarios árabes podían aparecer entre las filas de los zouaves. Antes de la Primera Guerra Mundial, un batallón de cada uno de los cuatro regimientos de zuavos que existían entonces, fue reclutado en Francia para que sirviera de enlace entre los ejércitos africano y metropolitano.
En mayo de 1913 se aplicó una forma limitada de reclutamiento selectivo a la población musulmana de Argelia. solo se obtuvieron 2.000 reclutas al año por este método de los aproximadamente 45.000 posibles candidatos y el alistamiento musulmán siguió siendo predominantemente voluntario en tiempos de paz. Al igual que en la propia Francia, el servicio militar era una obligación de ciudadanía y todos los colonos varones físicamente aptos de origen francés deben cumplir dos años de servicio obligatorio (tres años a partir de 1913).
Los oficiales de todas las ramas del Ejército de África eran predominantemente franceses, aunque un cierto número de cargos comisionados hasta el rango de capitán estaban reservados para el personal musulmán en los spahis y tirailleurs.
En 1956, en el curso de la guerra de Argelia, se adoptó una nueva política de mayor integración racial en las restantes unidades del antiguo ejército de África. Los regimientos tirailleur argelinos debían estar compuestos en un 50% aproximadamente por "franceses de origen norteafricano" (es decir, árabes y bereberes musulmanes) y un número equivalente de voluntarios y reclutas franceses, procedentes en gran parte de la comunidad de colonos europeos. Al mismo tiempo, se incorporaron soldados musulmanes adicionales a unidades anteriormente mayoritariamente europeas, como los zouaves, hasta llegar al 25% del total. Las crecientes tensiones dentro de las unidades mixtas a medida que la guerra continuaba, más la amenaza de represalias del FLN rebelde contra los voluntarios musulmanes, anularon en gran medida este intento de reforma.

## Estatus formal
El Armée d'Afrique formaba parte formalmente del ejército metropolitano francés que comprendía un cuerpo de ejército separado. La designación de 19.º cuerpo de ejército (19e Corps d'Armée) fue asignada al Armée d'Afrique en 1873. Como tal, estaba separado de las fuerzas coloniales francesas que estaban bajo el Ministerio de Marina y comprendía unidades francesas e indígenas que servían en el África subsahariana y en otros lugares del imperio colonial francés.

## Infantería Ligera Africana

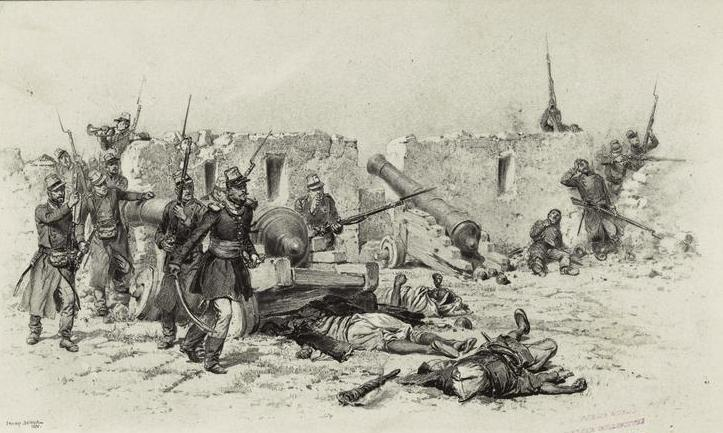
Una ilustración de las tropas de la Infanterie Légère d'Afrique asaltando una fortificación en 1833.

Los batallones de Infanterie Légère d'Afrique (Infantería Ligera de África) eran unidades penales formadas por criminales militares condenados de todas las ramas del ejército francés, que habían terminado sus sentencias en prisiones militares pero que todavía tenían tiempo de servir antes de que se completen sus términos de compromiso. La preferencia era no devolverlos a sus unidades originales donde pudieran socavar la disciplina o brutalizar a sus compañeros.
Los dos primeros batallones de la Infanterie Legere d'Afrique se formados en 1832 para servir en Argelia. Conocidos como los Joyeux (los "alegres"), estas unidades se utilizaban generalmente para trabajos de construcción de carreteras y otros trabajos de construcción bajo una dura disciplina. Sin embargo, se utilizaron para el servicio de combate cuando las circunstancias lo exigían en África, Indochina y en la propia Francia durante la Primera Guerra Mundial. Tres batallones enviados a Francia al inicio de la Segunda Guerra Mundial para trabajar en las fortificaciones, fueron rearmados en abril de 1940 y entraron en servicio activo antes de la Caída de Francia.
Los oficiales de la Infantería Ligera Africana fueron adscritos de otros regimientos, así como algunos suboficiales. Sin embargo, muchos suboficiales eran ex "Joyeux" que eligieron permanecer con estas unidades y ejercer su autoridad, después de haber completado sus términos de servicio originales.

## Tropas de desierto
En el Sahara se mantuvieron los méharistes y las Compagnies Sahariennes (infantería del desierto y más tarde tropas mecanizadas). La Legión Extranjera proporcionó destacamentos montados en mula para el servicio en el sur de Argelia y, desde 1940 hasta 1962, cuatro de las Compagnies Sahariennes.
Además de lo anterior, a veces se destinaban al servicio en el norte de África unidades o individuos del ejército francés continental, así como destacamentos de la Gendarmería y de los Tirailleurs Senegalais.

## Primera Guerra Mundial
Al estallar la guerra en agosto de 1914, el Ejército de África en Argelia y Túnez estaba compuesto por nueve regimientos de Tirailleurs argelinos, cuatro de zuavos, seis de chasseurs d'Afrique, cuatro de spahis y dos de la Legión Extranjera. En Marruecos, diecinueve batallones de tirailleurs y nueve de zouaves estaban en servicio activo, junto con elementos de la Legión Extranjera y la Infantería Ligera Africana. Un gran número de estas tropas fueron enviadas inmediatamente a servir en Francia, principalmente procedentes de las guarniciones de paz de Argelia y Túnez.
En 1914, 33.000 argelinos musulmanes ya servían con los spahis, tirailleurs y otras unidades del Ejército de África. En el curso de la guerra, otros 137.000 se alistaron como voluntarios (57.000) o como reclutas en tiempo de guerra (80.000). Del total de 170.000, 36.000 murieron.
El 22 de abril de 1915, el primer uso alemán de gas cloro en el Frente Occidental se dirigió contra la 45ta División francesa, compuesta por zuavos, tirailleurs argelinos e Infantería Ligera Africana.

## Segunda Guerra Mundial

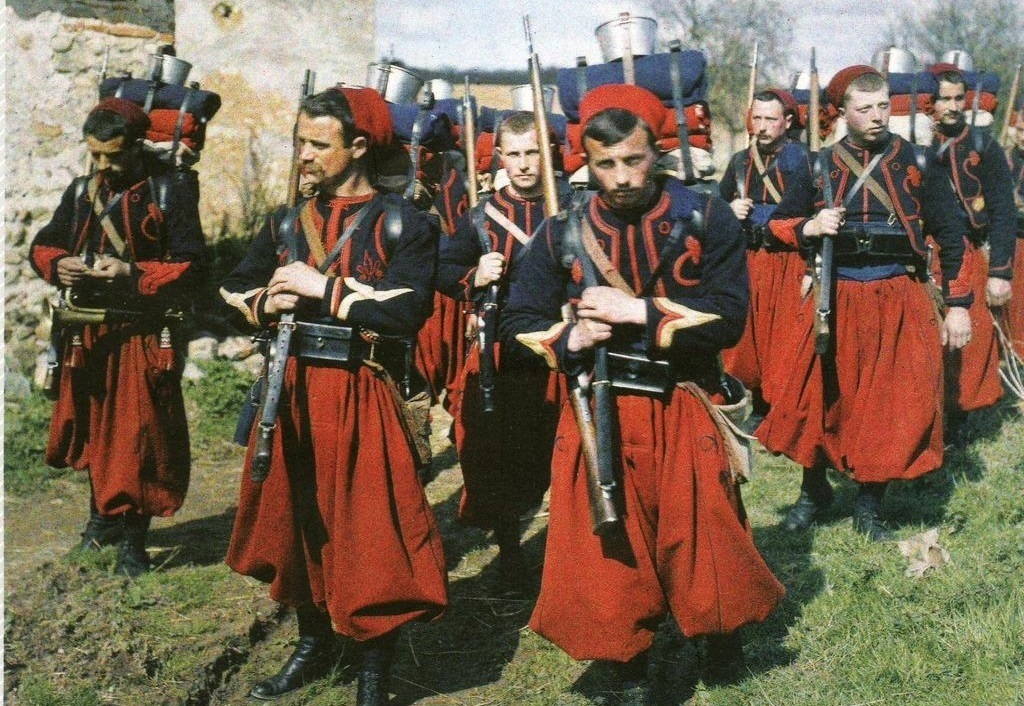
Zuavos franceses del 3.er Regimiento de Zuavos en 1914.

Al igual que en 1914, un número considerable del Ejército de África fue trasladado a la Francia continental al estallar la Segunda Guerra Mundial. En mayo de 1940, 14 regimientos de zuavos, 42 regimientos de tirailleurs argelinos, tunecinos y marroquíes, 12 regimientos y semibrigadas de la Legión Extranjera y 13 batallones de Infantería Ligera Africana estaban sirviendo en todos los frentes.
Tras la caída de Francia, el Ejército de África se redujo a un nivel de 120.000 bajo la dirección del Eje. Sin embargo, el general Maxime Weygand fue capaz de mantener y entrenar a otros 60.000 hombres en el norte de África francés, disfrazados de policía auxiliar, "reclutas provisionales" y "trabajadores desarmados".
A partir de finales de 1942, el Ejército de África fue dirigido por el general francés Henri Giraud y luchó en la Campaña de Túnez antes de su fusión con las Fuerzas de la Francia Libre del general Charles de Gaulle. Posteriormente, las unidades norteafricanas desempeñaron un papel importante en la liberación de Córcega (septiembre-octubre de 1943) y en la Campaña Italiana (1943-44) en el Cuerpo Expedicionario Francés. Durante las campañas francesas y alemanas de 1944-45 el Ejército de África se amplió a 260.000 hombres (incluyendo un 50% de indígenas y un 50% de colonos franceses blancos en el norte de África, Pied-Noir), incluyendo la 1ª División de Infantería Motorizada (Zuavos y Legión Extranjera), la 1ª División Blindada (Chasseurs d' Afrique y Legión Extranjera), la 2ª y 4ª Divisiones de Infantería Marroquíes (Tirailleurs marroquíes), y la 3ª División de Infantería Argelina (Tirailleurs argelinos y tunecinos). Además, tres groupements de tabors de Goumiers sirvieron como unidades independientes mientras que las unidades de artillería, ingeniería, comando, reconocimiento (Spahis mecanizados) y destructoras de tanques fueron extraídas de las poblaciones francesas e indígenas del norte de África francés.

## Periodo posterior a la guerra de Argelia
Con la excepción de una Legión Extranjera reducida y un regimiento de Spahis, todos los regimientos del Ejército de África fueron disueltos o perdieron su antigua identidad entre 1960 y 1965. Una pequeña unidad de la Infanterie Légère d'Afrique se mantuvo en la Somalia francesa hasta que el territorio se independizó en 1977. Sin embargo, se ha restablecido un regimiento de Chasseurs d'Afrique, Tirailleurs y artillería (68e Régiment d'Artillerie d'Afrique) para mantener las tradiciones de sus respectivas ramas. Además, algunas unidades de ingenieros (31e régiment du génie), de señales (41e régiment de transmissions) y de transporte (511e régiment du train) han establecido vínculos de tradición con el antiguo Armée d'Afrique. Sin embargo, parecen ser vínculos arbitrarios que no reflejan ninguna continuidad real del regimiento.

## Uniformes

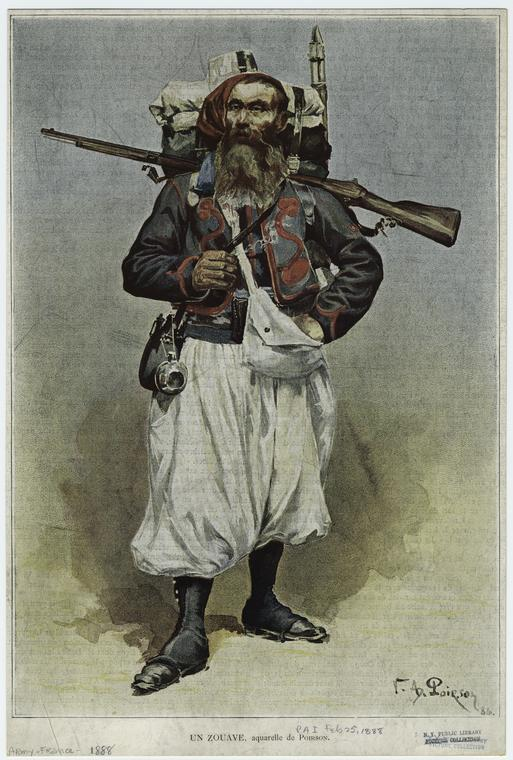
Un zuave en 1888, vistiendo "tenue orientale" con pantalones blancos de verano en lugar del rojo habitual.

Los uniformes de las distintas ramas que componen el Ejército de África van desde la espectacular "tenue orientale" de los spahis, tirailleurs y zuavos hasta la vestimenta militar francesa ordinaria de los chasseurs d'Afrique, la Legión Extranjera, la Artillerie d'Afrique y la Infanterie Légère d'Afrique. Sin embargo, incluso estas últimas unidades se distinguían por detalles como fajas, fundas blancas para los kepis y (para los chasseurs) fezes. Algunas de estas características han sobrevivido como vestimenta de desfile hasta el día de hoy; en particular, los mantos blancos y fajas rojas que llevaban los primeros spahis, y los kepis blancos y fajas azules de la Legión Extranjera. La "fanfare-nouba" (banda del regimiento) del 1.er Regimiento de Tirailleurs todavía lleva la tradicional "tenue orientale" completa; compuesta por turbantes blancos, chaquetas azules estilo zouave trenzadas en amarillo, fajas rojas y amplios pantalones moros azules o blancos.